# Azaleenmotte
|  | Dieser Artikel wurde aufgrund von formalen oder inhaltlichen Mängeln in der Qualitätssicherung Biologie zur Verbesserung eingetragen. Dies geschieht, um die Qualität der Biologie-Artikel auf ein akzeptables Niveau zu bringen. Bitte hilf mit, diesen Artikel zu verbessern! Artikel, die nicht signifikant verbessert werden, können gegebenenfalls gelöscht werden. Lies dazu auch die näheren Informationen in den Mindestanforderungen an Biologie-Artikel. |

Die Azaleenmotte (Caloptilia azaleella) ist eine weltweit verbreitete Art aus der Familie der Miniermotten (Gracillariidae). Sie stammt ursprünglich aus Japan und hat sich als Neozoon über die gesamte Welt verbreitet. Besonders in Gewächshäusern kann sie häufig werden und als Schädling auftreten. 

## Beschreibung
Die Falter erreichen eine Flügelspannweite von 10 bis 11 Millimetern. Sie besitzen dunkelbraune Vorderflügel, auf denen sich am Flügelvorderrand ein gelbes Band befindet. Die Imagines fliegen in mehreren Generationen im Jahr und werden von künstlichen Lichtquellen angezogen.

## Fortpflanzung
Die Motten legen ihre Eier einzeln oder in kleinen Gruppe an die Unterseite von Azaleenblättern, meist direkt an die Blattadern. Die Raupen leben als Minierer und fressen zuerst einen Gang in die Blätter, später einen blasig erscheinenden Platz. Die älteren Raupen beginnen, den Blattrand nach unten aufzurollen und benagen in dieser Rolle die Blattfläche. In dieser Rolle kommt es auch zur Verpuppung innerhalb eines Gespinstkokons. 